# Ерёминский сельсовет (Краснополянский район)
Ерёминский сельсовет — упразднённая административно-территориальная единица, существовавшая на территории Московской губернии и Московской области до 1939 года.
Ерёминский сельсовет был образован в первые годы советской власти. По данным 1924 года он входил в состав Коммунистической волости Московского уезда Московской губернии.
По данным 1926 года в состав сельсовета входил 1 населённый пункт — деревня Еремино.
В 1929 году Ерёминский с/с был отнесён к Коммунистическому району Московского округа Московской области.
27 февраля 1935 года Ерёминский с/с был передан в Дмитровский район.
4 января 1939 года Ерёминский с/с был передан в Краснополянский район.
17 июля 1939 года Ерёминский с/с был упразднён. При этом его территория (селение Ерёмино) была передана в Хлебниковский с/с.